# 능가경
《능가경(楞伽經)》(산스크리트어: लंकावतारसूत्र 랑카바타라 수트라)은 후기 대승불교의 경전이다.
400년 쯤에 성립되었다고 한다. 한역으로는 송역(宋譯) 4권본 · 위역(魏譯) 10권본 · 당역(唐譯) 7권본의 3종과, 티베트역으로는 법성(法成)의 손으로 이루어진 2종이 현존하는데 그 중에서도 송역 4권본이 가장 원초적인 형태를 전하는 것으로 되어 있다.
《능가경》은 대승불교 중에서도 후기에 속하는 것으로서 여래장사상(如來藏思想: 모든 인간은 여래와 같은 본성을 구비하고 있다는 입장)에 입각하여 그 이전의 여러 학파의 설을 풍부하게 채택하고, 이들 학설이 종교 경험과 어떻게 맺어져 있는가를 설명하고 있는 점에서 귀중한 불교 경전으로 여겨지며 특히 초기의 선종에서 중시되었다.

## 내용
구성은 고타마 붓다가 나바나왕(羅婆那王)의 권청(勸請)에 의하여 랑카(楞伽: 일반적으로는 현재 스리랑카와 동일시되고 있다)에 건너가 불제자 중 대표적인 질문자인 대혜(大慧 · Mahāmati)의 물음에 대하여 대승불교의 여러 교설을 설명하는 형태를 취하고 있다.

### 귀모토각(龜毛兎角)
"귀모토각"은 능가경의 핵심구절로 "거북이 털, 토끼 뿔"이라는 뜻이다. "거북이 털과 토끼 뿔"이라는 말은 만들 수 있지만, 실체는 존재하지 않는다. 사람들은 실제로 있지도 않은 관념에 얽매여 산다는 것을 표현한 구절이다.

## 종교의 유래
종교[宗敎] 같은 언어도 능가경에서 유래하였다. 싯단타 데사나(Siddhanta Desana)를 종교[宗敎] 즉 으뜸 되는 가르침이라는 의미 하에 해석되었다.

## 한역본
- 유송 구나발타라의 《능가아발다라보경(楞伽阿跋多羅寶經)》(K.159, T.0670) 4권[4]
- 북위 보리유지의  《입능가경(入楞伽經)》(K.160, T.0671) 10권
- 당역(唐譯) 7권본의 정식 명칭은 《대승입능가경(大乘入楞伽經)》(K.0161, T.0672)이며, 당나라 때 실차난타(實叉難陀)가 700년에 번역을 시작하여 704년에 완성하였다.[5]

## 참고 문헌
- 이 문서에는 다음커뮤니케이션(현 카카오)에서 GFDL 또는 CC-SA 라이선스로 배포한 글로벌 세계대백과사전의 "종교·철학 > 세계의 종교 > 불교 > 불교의 성전 > 능가경" 항목을 기초로 작성된 글이 포함되어 있습니다.